# Alys Williams
Alys Williams (Fountain Valley (Califórnia), Estados Unidos, 28 de maio de 1994) é uma jogadora de polo aquático olímpica dos Estados Unidos campeã olímpica em Tóquio 2020, triplo campeã mundial (2015,2017 e 2019), e campeã nos Jogos Pan-Americanos de 2019.

## Palmarés internacional
| Jogos Olímpicos               | Jogos Olímpicos          | Jogos Olímpicos | Jogos Olímpicos |
| Ano                           | Lugar                    | Medalha         |                 |
| ----------------------------- | ------------------------ | --------------- | --------------- |
| 2021                          | Tóquio ( Japão)          | Medalha de ouro |                 |
| Campeonato Mundial de Natação |                          |                 |                 |
| 2019                          | Gwangju ( Coreia do Sul) | Medalha de ouro |                 |
| 2017                          | Budapeste ( Hungria)     | Medalha de ouro |                 |
| 2015                          | Kazan ( Rússia)          | Medalha de ouro |                 |
| Jogos Pan-Americanos          |                          |                 |                 |
| Ano                           | Lugar                    | Medalha         |                 |
| 2019                          | Lima ( Peru)             | Medalha de ouro |                 |